# Kölner Autorenwerkstatt
Die Kölner Autorenwerkstatt ist eine regelmäßig stattfindende offene Autorengruppe.

## Verfahren
Formal ist die Autorenwerkstatt als Seminar der Universität zu Köln organisiert, man muss aber nicht eingeschrieben sein, um teilnehmen zu können.
Bei wöchentlichen Treffen tragen jeweils zwei Autoren selbst verfasste Texte vor. Dabei stellen sie ausreichende Kopien bereit, damit jeder Teilnehmer sie sowohl hören als auch lesen kann. Alle literarischen Texte sind zugelassen: Kurzprosa, Lyrik, Auszüge aus Romanen, Drama, Essay und Ähnliches.
Für die folgende Diskussion gibt es nur eine Regel: Der Autor darf sich währenddessen nicht äußern, sondern erst am Ende ein kurzes Wort abgeben. Dies, damit über den Text selbst diskutiert wird, und nicht über das, was der Autor dazu sagt. Die Diskussion findet gleichberechtigt statt, der Leiter ist lediglich Organisator und Moderator, kein Dozent, er verteilt keine Aufgaben, seine Beiträge wiegen nicht mehr als die der anderen.
Hinterher zieht es die Beteiligten gewöhnlich gemeinsam zur Nachbetrachtung in geeignete Kölner Kneipen.
Zum Ende jedes Semesters gibt die Autorenwerkstatt öffentliche Lesungen mit meist zehn bis zwölf Autoren. Orte waren z. B. das Bürgerhaus Stollwerk, das Artheater, das Café Duddel oder die Stadtteilbibliothek Sülz.

## Geschichte
Die Kölner Autorenwerkstatt entstand 1980 durch eine Flugblattaktion („Wir haben die Schubladen voll!“) des damaligen Studenten Karl (Helmut) Karst, der ein „offenes Lektorat“ für die von ihm gegründete Zeitschrift, Das Heft. Zeitschrift für Kulturarbeiten (später: Das Kölner Heft) ins Leben rufen wollte. Aus dem offenen Lektorat für die Zeitschrift Das Heft entwickelte sich zusätzlich ein Diskussionsforum für Schreibende ohne Publikationsinteresse, deren organisatorische Heimat die Studiobühne und Filmwerkstatt der Universität Köln bildete. Die Autorenwerkstatt wurde unter der Leitung von Karl Karst als „Veranstaltung für Hörer aller Fakultäten“ im Vorlesungsverzeichnis der Universität Köln angeboten und war ein offenes Angebot für alle Studierenden, wurde aber auch von externen Autoren genutzt. 1984 veranstaltete Karl Karst mit einigen Teilnehmern der Autorenwerkstatt die Reihe „Lektionen“ in der Alten Mensa der Universität Köln, an der mit großem Publikumszulauf u. a. Erich Fried teilnahm. Das Novum der Veranstaltung bestand in einem „Spontan-Lektorat“, das während des ersten Teils der Lesung die bis zum Beginn eingereichten Texte diskutierte und diejenigen auswählte, die im zweiten Teil gelesen wurden. Damit war Karl Karsts Idee eines „offenen Lektorats“ hier noch einmal in einer besonderen Form umgesetzt worden.
Seit dem Wintersemester 1990/91 ist die Autorenwerkstatt ein Seminar des Instituts für deutsche Sprache und Literatur der Universität zu Köln.
Leiter der Autorenwerkstatt:
- Karl Helmut Karst (1980–1985)
- Ekkehard Skoruppa (1985–1988)
- Norbert Hummelt (1988–1992)
- Ingo Jacobs (1992–1994)
- Gregor Schwering (1994–1995)
- Bernd Pütz (seit 1995)[1]

## Bekannte Autoren
Eine Reihe ehemaliger Mitglieder der Kölner Autorenwerkstatt sind bekannte Schriftsteller geworden:
- Nika Bertram
- Marcel Beyer
- Lucien Deprijck
- Gisela Haehnel
- René Hamann
- Norbert Hummelt
- Magdalena Jagelke
- Thorsten Krämer
- Ute-Christine Krupp
- Jochen Langer
- Ulla Lenze
- Agnieszka Lessmann
- Marina Linares
- Julia von Lucadou
- Mathias Mertens
- Sabine Schiffner
- Enno Stahl
- Johanna Walser

## Veröffentlichungen
- Norbert Hummelt (Hrsg.): Weiter im Text. 10 Jahre Kölner Autorenwerkstatt; 1980–1990. Janus, Köln 1991, ISBN 3-922607-14-4.
- Bernd Weiden (Hrsg.): Noch weiter im Text. 24 Jahre Kölner Autorenwerkstatt; 1980 - 2004. Janus, Bielefeld 2004, ISBN 3-938076-00-3.